# Orpheus-Denkmal

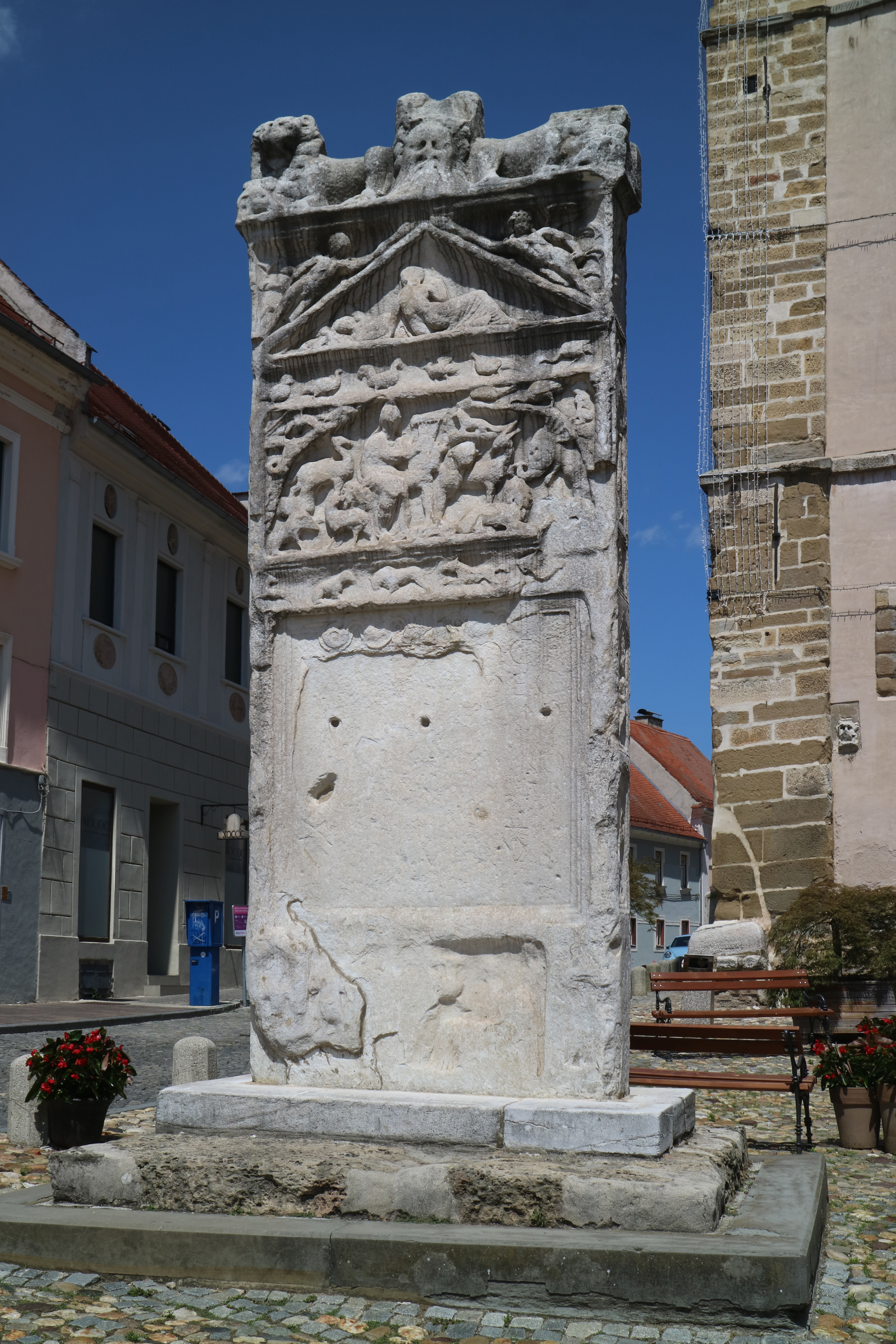
Orpheus-Denkmal

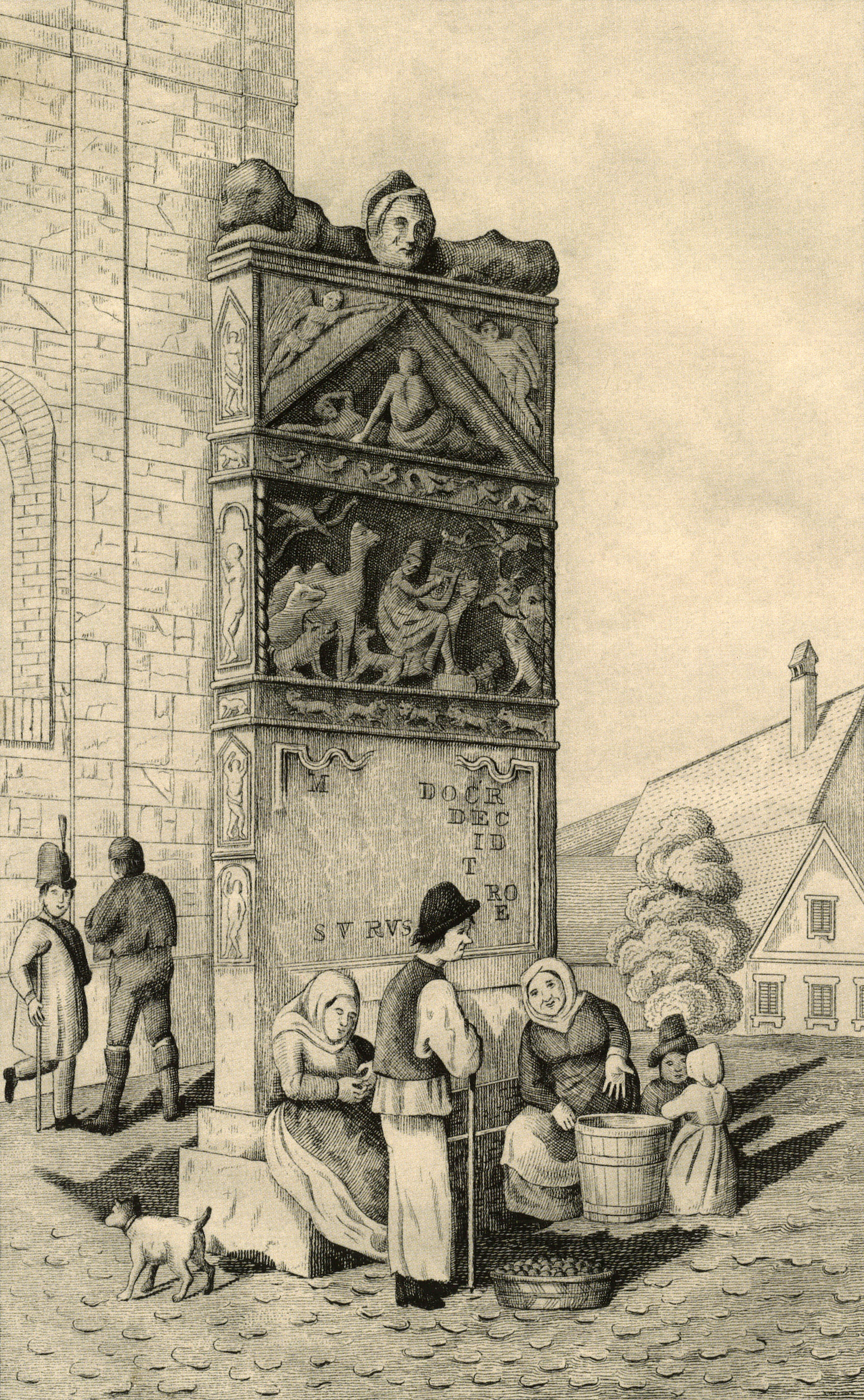
Lithografie von Alexander Maschek aus dem Jahr 1844

Das sogenannte Orpheus-Denkmal (slowenisch Orfejev spomenik) ist ein römischer Grabstein in der slowenischen Stadt Ptuj (antik Poetovio). Die aus dem 2. Jahrhundert n. Chr. stammende und einem Decurio von Poetovio namens Marcus gewidmete Grabstele ist eines der Wahrzeichen der Stadt.

## Standort
Das Orpheus-Denkmal steht auf dem Slovenski trg, einem zentralen Platz in der Altstadt von Ptuj, an dem sich neben dem 54 Meter hohen Stadtturm (Mestni stolp) auch das alte Rathaus (Rotovž) und das Stadttheater (Mestno gledališče) befinden. Es wurde wahrscheinlich an seinem ursprünglichen Fundort aufgestellt und ist Teil des ältesten Freiluft-Lapidariums Sloweniens. Neben dem Orpheus-Denkmal umfasst das nach dem Lokalhistoriker und Priester Simon Povoden (1753–1841) benannte Lapidarium weitere Fundstücke aus Ptuj und Umgebung, darunter Fragmente ziviler und militärischer Grabsteine, antike Aschenbecher und Opferaltäre, Widmungsplatten mit Reliefs und quadratische Blöcke.

## Beschreibung
Das Orpheus-Denkmal ist das größte Exponat im Povoden-Lapidarium und eines der bedeutendsten Fundstücke der römischen Provinz Pannonia superior (Oberpannonien). Es handelt sich dabei um eine fünf Meter hohe und 1,82 Meter breite Stele, die aus einem einzigen Marmorblock gehauen wurde. Die Grabstele wurde wurde im 2. Jahrhundert n. Chr. für den Decurio Marcus errichtet. Im Mittelalter wurde der Grabstein als Pranger missbraucht. Jene Bohrlöcher, in die eiserne Fesselringe eingeschlagen wurden, sind noch heute an Vorder- und Rückseite des Steins erkennbar. Obwohl seit Simon Povoden auf den künstlerischen und historischen Wert der Stele hingewiesen wird, wurde sie noch Ende der 1980er Jahre häufig „Pranger“ genannt.
Seine volkstümliche Benennung verdankt die Stele dem Relief über der heute nicht mehr lesbaren Inschrift. Es zeigt Motive aus dem Orpheus-Mythos: Der Titelheld sitzt in phygrischer Tracht in einer Höhle und ist von Tieren umgeben, die dem Klang seiner Leier lauschen. Neben Ente, Hahn, Pfau und Schwan sind Bär, Pferd, Stier und Ziegenbock abgebildet. Darüber trauert die nackte Venus mit dem Rücken zum Betrachter um den toten Adonis. Die Bekrönung bilden zwei liegende Löwen, die in den Pranken je einen Tierkopf halten, und mittig ein bärtiges Haupt mit einem Kalathos. In den Zwickeln halten zwei Eroten Fackeln in die Höhe. Rechts unterhalb der Inschrift sind Reste eines Bildes erkennbar, welches Orpheus in der Unterwelt zeigt, wie er vor Pluton und Persephone die Leier spielt und um die Rückkehr seiner toten Gemahlin Eurydike bittet. Hinter dem Thron der Götter steht Mercurius mit Hut und Verkündungszepter. Links davon befreit Herakles Eurydike aus der Unterwelt. Die Schmalseiten enthalten ebenfalls figurale Darstellungen, darunter kleinere Abbildungen der bereits genannten Tiere, tanzende Männer sowie nackte und halbnackte Frauen.
Am 28. Februar 2008 erklärte die slowenische Regierung den Römerstein zu einem Kulturdenkmal von nationaler Bedeutung. In der Begründung heißt es, das Orpheus-Denkmal sei nicht nur aufgrund seiner Größe und der Errichtung aus einem Monolith, sondern auch aufgrund des künstlerischen Wertes seiner Reliefdarstellungen „außergewöhnlich“. Mit seiner Präsenz im historischen Komplex der Altstadt bilde es ein „Symbol der Stadt Ptuj“ sowie eines der bedeutendsten Monumente der Römerzeit.

## Inschrift
M(arco) [---]o C(ai) f(ilio) / [---] dec(urioni) / c(oloniae) U(lpiae) T(raianae) P(oetovionensium) II v]ir(o) i(ure) d(icundo) / [---]T[--- ] / [---]RO / [---]VAN / [---]V / [---]S[---] / [---]E[-]VERVS / [---]I[---